# Jan Chudzik
Jan Chudzik (ur. 11 października 1904 w Wołoszynach, zm. 14 maja 1933 w Brzozowie) – polski prawnik, działacz narodowy i społeczny, podchorąży lotnictwa wojskowego II RP.

## Życiorys
Urodził się w Wołoszynach (późniejszy powiat niżański, obecnie części wsi Wólka Tanewska) w rodzinie chłopa ze wsi Kamień w powiecie rzeszowskim. Został absolwentem Państwowego Gimnazjum w Nisku. Podjął studia na Wydziale Prawa Uniwersytetu Jagiellońskiego, które po trzech latach kontynuował i ukończył na Wydziale Prawa Uniwersytetu Warszawskiego uzyskując tytuł magistra praw. Podczas studiów wstąpił do Związku Akademickiego „Młodzież Wszechpolska” i Straży Narodowej.
Po 1926 został działaczem narodowym w ramach Obozu Wielkiej Polski. W tej organizacji został przewodniczącym komitetu powiatowego Ruchu Młodych Obozu Wielkiej Polski w Brzozowie. Kierował Sekcją Młodych Stronnictwa Narodowego. Od 1929 przez dwa lata pełnił funkcję sekretarza osobistego Romana Dmowskiego w Chludowie. Odbył służbę wojskową w szkole lotnictwa w Dęblinie i został mianowany podchorążym lotnictwa (według innego źródła porucznik), po czym przeniesiony do rezerwy. Został kandydatem notarialnym, zamieszkał w Brzozowie, gdzie rozpoczął aplikację notarialną u rejenta Leona Gwóździa. Działał społecznie na rzecz mieszkańców ziemi brzozowskiej w zakresie udzielanych porad prawnych, czym zyskał przychylność lokalnej ludności, co jednocześnie przyniosło poparcie dla ruchu narodowego. W wyborach parlamentarnych w 1930 kandydował do Sejmu RP III kadencji z Listy Narodowej Nr 4 (Stronnictwa Narodowego) w okręg wyborczym nr 47.
W niedzielę 14 maja 1933 Jan Chudzik został zamordowany w skrytobójczym zamachu, zaplanowanym na osobę prezesa powiatowych struktur Stronnictwa Narodowego w Brzozowie, mjr. Władysława Owoca. Wcześniej tego dnia obaj uczestniczyli w wiecu politycznym posła tej partii, Stanisława Rymara, a po jego zakończeniu wszyscy trzej przebywali wieczorem na plebanii parafii Przemienienia Pańskiego w Brzozowie u ks. proboszcza Kazimierza Dutkiewicza, gdzie był także rejent Gwóźdź. Stamtąd, pożegnawszy się, wyszli Chudzik i Owoc, a następnie także Gwóźdź, po czym dwaj pierwsi stali się ofiarami skrytobójczego zamachu dokonanego ok. godz. 22.30 w mroku w jednej z brzozowskich uliczek nieopodal plebanii. Strzały padły z broni śrutowej; J. Chudzik został trafiony całym nabojem śrutowym w tył głowy i zmarł na miejscu, zaś mjr. W. Owoc został ranny w wyniku trafienia 21 śrucinkami. Do zdarzenia doszło podczas ulewnego deszczu.
Po pogrzebie w dniu 16 maja 1933 o godz. 16 Jan Chudzik został pochowany na cmentarzu w Brzozowie. W manifestacyjnym pogrzebie, który zgromadził tłumy – także przyjezdnych żałobników, uczestniczyli m.in. senator Michał Siciński oraz przemawiający nad trumną redaktorzy Klaudiusz Hrabyk („Słowo Polskie”) i Włodzimierz Bilan („Ziemia Przemyska”) oraz poseł Stanisław Rymar.

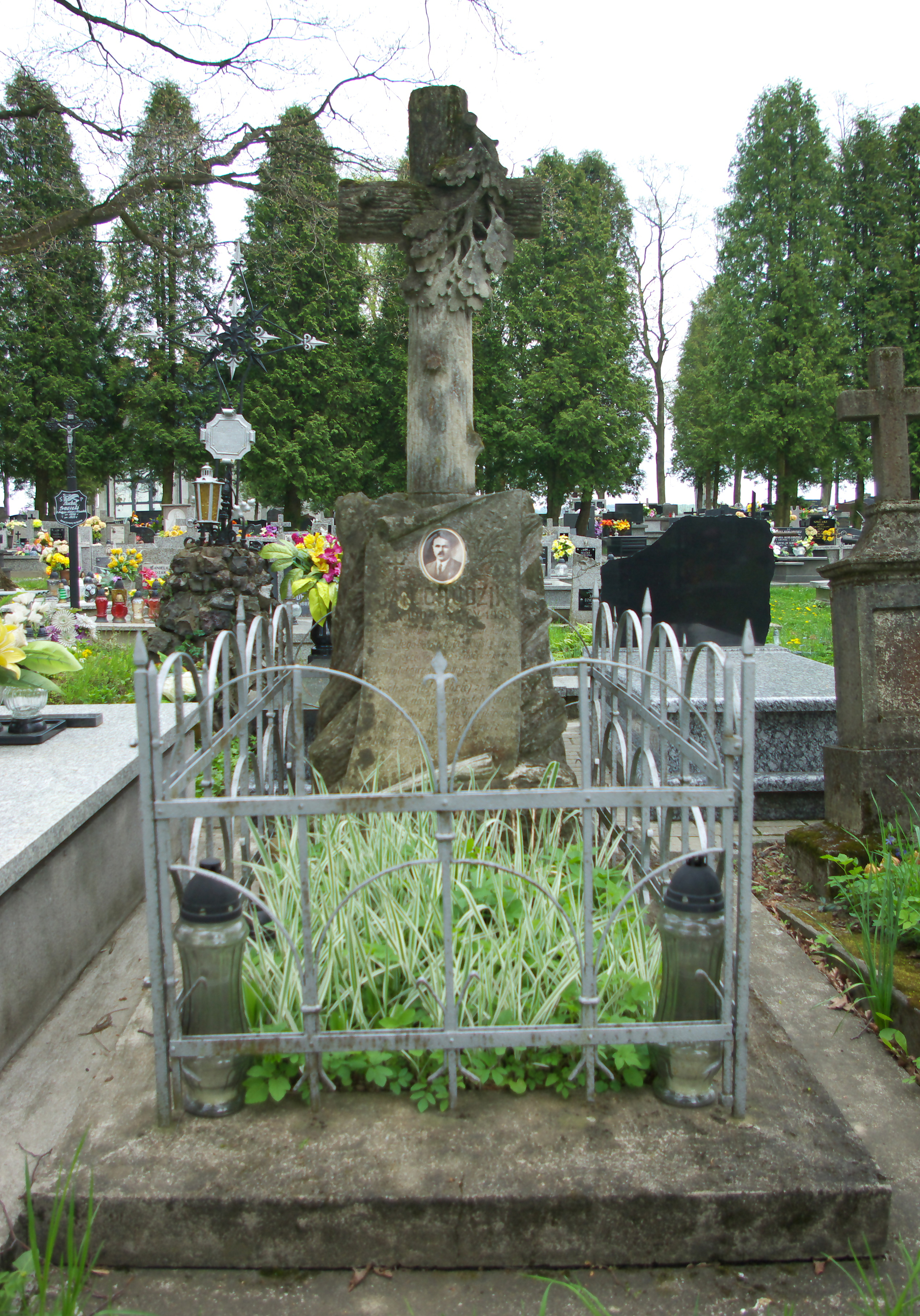
Nagrobek Jana Chudzika

Żoną Jana Chudzika od 1931 była Janina, z zawodu nauczycielka, z którą miał córkę i syna, który urodził się w dniu pogrzebu Jana Chudzika. Po zamachu, z inicjatywy związanego z ruchem narodowym „Kuriera Lwowskiego” zorganizowano zbiórkę wsparcia finansowego na rzecz rodziny Jana Chudzika. Po śmierci Jana Chudzika jego żona Janina doznała uszczerbku na zdrowiu psychicznym (stwierdzono u niej ciężką depresję), uniemożliwiającym pracę zarobkową i przebywała na leczeniu w Zakopanem. Zmarła 12 czerwca 1938 w wieku 33 lat (do tego czasu była nauczycielką publicznej szkoły powszechnej w Przychojcu; przepracowała w zawodzie 12 lat).

Był synem wiernym Bogu, Ojczyźnie, Rodzinie
Czynów jego busolą była w Polskę wiara
Jednak w życia rozkwicie z rąk rodaka ginie
Jak skrytobójczej zbrodni bezwinna ofiara

Przechodniu! Zechciej zanieść do Boga westchnienie
By krwi jego ofiara nie była daremna
By spełnił serca Jego gorące marzenie
I polski naród złączył miłością wzajemną

## Proces
Tuż po zamachu na miejsce zbrodni przybył sędzia śledczy Sądu Okręgowego w Sanoku, Zygmunt Kruszelnicki, który podjął pierwsze czynności. Wówczas ciało Jana Chudzika zostało oddane do jego domu, a ranny mjr Owoc został przewieziony do szpitala w Sanoku. 16 maja 1933 rano na miejsce zdarzenia przybył naczelnik wydziału śledczego ze Lwowa, nadkomisarz Jan Petri, który prowadził czynności przez cały dzień.

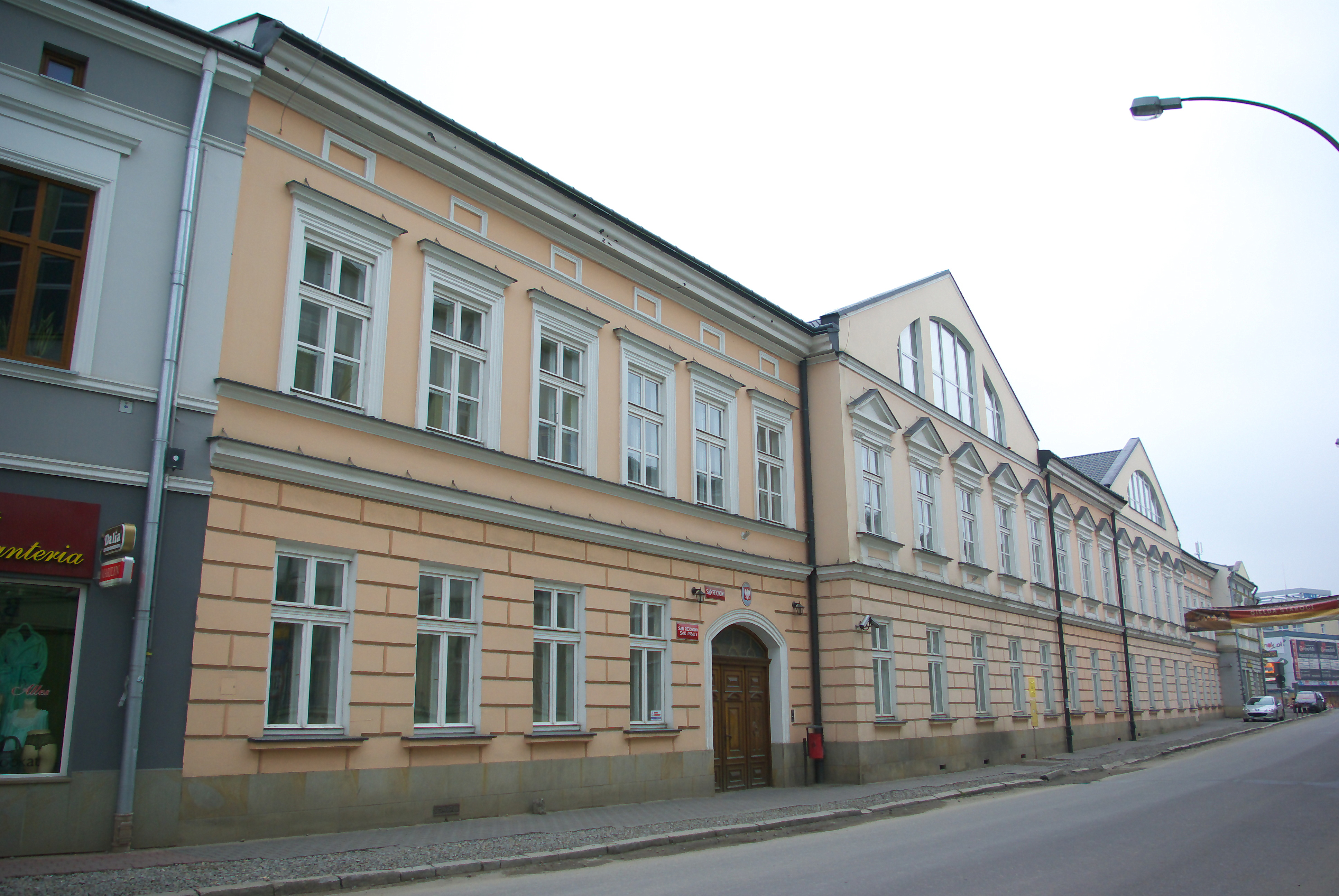
Budynek sądu w Sanoku

Proces w sprawie zamachu toczył się od 18 września 1933 przed Sądem Okręgowym w Sanoku i był obiektem sporego zainteresowania opinii publicznej, m.in. wydawano specjalne bilety wstępu na salę sądową (w tym samym czasie przed sądem w pobliskim Samborze toczył się inny proces w sprawie głośnego zabójstwa politycznego, Tadeusza Hołówki). O sprawie pisano także w prasie zagranicą. Do wykrycia sprawców przyczyniła się informacja przekazana przez anonimowego informatora. Zabójstwo nosiło znamiona charakteru politycznego, zaś podnoszone były zarzuty, iż prasa sanacyjna lekceważy przebieg procesu i preparuje informowanie o nim oraz że bardziej jest zainteresowana doniesieniami o procesie Rity Gorgonowej (toczonego w tym samym czasie). Oskarżony o dokonanie zabójstwa Jana Chudzika został urzędnik Komunalnej Kasy Oszczędności w Brzozowie, Roman Jajko (aresztowany 23 maja 1933), podżegać do zabójstwa i współpracować z zamachowcem miał wywiadowca Policji Państwowej w Brzozowie, starszy przodownik Stefan Stankiewicz, który dostarczył dubeltówkę (został aresztowany 30 maja 1933), zaś o współudział był również oskarżony komisarz posterunku powiatowego Policji Państwowej w Brzozowie, Bolesław Drewiński, który miał namawiać Stankiewicza o zorganizowanie zamachu na mjr. W. Owoca. Do aresztowania dwóch pierwszych przyczynił się sędzia Zygmunt Kruszelnicki, który w śledztwie wykazał także powiązanie ze sprawą Drewińskiego. Funkcję przewodniczącego składu sędziowskiego w procesie pełnił sędzia Zygfryd Gölis, wotantami byli sędziowie sądu okręgowego Jan Petrowicz i Czesław Braun, prokuratorem oskarżającym był Kazimierz Ansion; jako zastępcy strony cywilnej zostali wyznaczeni przez poszkodowanych mjr. W. Owoca i Janinę Chudzik (w imieniu nieletnich dzieci Jana Chudzika, syna i córki) adwokaci Jan Pieracki i Stanisław Zieliński (obaj posłowie na Sejm RP i działacze Stronnictwa Narodowego); adwokatami oskarżonych byli mecenasi Marian Konstanty Głuszkiewicz, dr Izydor Fell i dr Jonasz Spiegel. Wyrokiem Sądu Okręgowego w Sanoku z 26 września 1933 oskarżeni zostali skazani na kary pozbawienia wolności bez zawieszenia: R. Jajko – 2 lata, B. Drewiński – 5 lat, S. Stankiewicz – 2 lata i 6 miesięcy (podczas procesu Drewiński stwierdził, że wcześniej Stankiewicz był siedmiokrotnie karany więzieniem). W styczniu 1934 Sąd Najwyższy oddalił skargę kasacyjną dotyczącą wyroku na Drewińskiego, zaś w odniesieniu do skargi kasacyjnej Stankiewicza orzekł werdykt za prawidłowy, jednak uchylił wyrok dotyczący wymiaru kary i przekazał sprawę do Sądu Okręgowego w Sanoku. Na ponownej rozprawie przed SO w Sanoku 2 marca 1934 zapadł wyrok skazujący Stankiewicza na karę 2,5 roku pozbawienia wolności.
W 1933 we Lwowie ukazała się publikacja pt. O mord w Brzozowie (sprawozdanie z procesu przed sądem przysięgłych w Sanoku), stanowiąca relację z przebiegu procesu o zabójstwo Jana Chudzika.

## Epilog
Ze sprawą przygotowania i dokonania zamachu był powiązany starosta powiatu brzozowskiego, Bronisław Nazimek, który w lipcu 1933 został odwołany z tej funkcji (w tym czasie posady starostów stracili też Tadeusz Celewicz z powiatu ropczyckiego i Leonard Chrzanowski z powiatu łańcuckiego).
W artykule pt. Ponure wspomnienia, który ukazał się na łamach „Warszawskiego Dziennika Narodowego” 14 lipca 1939, wskazano zdarzenia, które nastąpiły w kolejnych latach po procesie o zabójstwo Jana Chudzika: rejent Leon Gwóźdź decyzją ministra sprawiedliwości Czesława Michałowskiego został usunięty z notariatu, sędzia SO w Sanoku Zygmunt Kruszelnicki, który przyczynił się do aresztowania Romana Jajki, po likwidacji tej instytucji został przeniesiony w stan nieczynny, a następnie na emeryturę, ks. Kazimierz Dutkiewicz był obiektem szykan, wskutek czego przeniósł się z Brzozowa do Krosna, przed 1939 na wolność wyszli skazani Roman Jajko i Stefan Stankiewicz, zaś w połowie 1936 zmarł w więzieniu w Łomży odbywający tam karę komisarz Bolesław Drewiński. Według relacji rodziny miał on informować o poddaniu go w czasie osadzenia kuracji w formie zastrzyków, po której podupadał na zdrowiu. Jego śmierć nastąpiła w trakcie trwającej sprawy apelacyjnej, zaś jego obrońca w tym postępowaniu, mec. Głuszkiewicz, został w tym czasie otruty względnie zastrzelony w kancelarii. Bolesław Drewiński był wujem poety Janusza Szubera, który odniósł się do jego osoby w wierszu Przedwiośnie 1935, opublikowanym w tomiku poezji pt. Przedwiośnie 1935.
Adwokat dr Mieczysław Jarosz określił sprawę morderstwa Jana Chudzika mianem wielkiego skandalu politycznego II Rzeczypospolitej, zaś sam proces noszący znamiona manipulacji.
Biogram Jana Chudzika ukazał się w publikacji pt. I o nich musimy pamiętać. Polityczni działacze narodowi, autorstwa Edwarda Węgierskiego, wydanej w 2014.